# Torku Şekerspor
Torku Şeker Spor is een Turkse wielerploeg in Konya. Het wordt gesponsord door de lokale suiker-en chocolade-industrie. Het is onderdeel van het Konya Torku Şeker voetbalclub.
Teamlid Miraç Kal kwalificeerde zich voor de wegwedstrijd van de Olympische Zomerspelen 2012.
De ploeg won de Ronde van Turkije in 2012 met Ivaïlo Gabrovski en de Ronde van Turkije in 2013 met Mustafa Sayar. Beide renners werden echter enkele maanden na hun overwinningen betrapt op het gebruik van epo.

## Seizoen 2014

### Transfers
| Inkomend       | Team 2013     | Uitgaand | Team 2014 |
| -------------- | ------------- | -------- | --------- |
| Juan José Cobo | Team Movistar |          |           |

## Seizoen 2013

### Overwinningen in de UCI Africa Tour
| Datum    | Wedstrijd                    | Cat. | Winnaar         |
| -------- | ---------------------------- | ---- | --------------- |
| 12 maart | 2e etappe Ronde van Algerije | 2.2  | Serhij Gretsjin |
| 21 maart | 1e etappe Ronde van Blida    | 2.2  | Mustafa Sayar   |
| 3 april  | 6e etappe Ronde van Marokko  | 2.2  | Ahmet Örken     |

### Overwinningen in de UCI Asia Tour
| Datum         | Wedstrijd                               | Cat. | Winnaar            |
| ------------- | --------------------------------------- | ---- | ------------------ |
| 20 juni       | Kazachs kampioenschap (ITT)             | CN   | Andrej Mizoerov    |
| 8 juli        | 2e etappe Ronde van het Qinghaimeer     | 2.HC | David de la Fuente |
| 2 november    | 1e etappe Ronde van het Taihu-meer      | 2.1  | Joeri Metloesjenko |
| 3 november    | 2e etappe Ronde van het Taihu-meer      | 2.1  | Joeri Metloesjenko |
| 4 november    | 3e etappe Ronde van het Taihu-meer      | 2.1  | Joeri Metloesjenko |
| 5 november    | 4e etappe Ronde van het Taihu-meer      | 2.1  | Joeri Metloesjenko |
| 10 november   | 9e etappe Ronde van het Taihu-meer      | 2.1  | Joeri Metloesjenko |
| 2-10 november | Eindklassement Ronde van het Taihu-meer | 2.1  | Joeri Metloesjenko |

### Overwinningen in de UCI Europe Tour
| Datum       | Wedstrijd                             | Cat. | Winnaar            |
| ----------- | ------------------------------------- | ---- | ------------------ |
| 26 april    | 6e etappe Ronde van Turkije           | 2.HC | Mustafa Sayar      |
| 21-28 april | Eindklassement Ronde van Turkije      | 2.HC | Mustafa Sayar      |
| 2 mei       | 2e etappe Ronde van Azerbeidzjan      | 2.2  | Serhij Gretsjin    |
| 1-5 mei     | Eindklassement Ronde van Azerbeidzjan | 2.2  | Serhij Gretsjin    |
| 20 juni     | Turks kampioenschap (ITT)             | CN   | Bekir Baki Akırşan |
| 20 juni     | Turks kampioenschap, Beloften (ITT)   | CN   | Bekir Baki Akırşan |
| 21 juni     | Turks kampioenschap                   | CN   | Nazim Bakırcı      |
| 21 juni     | Turks kampioenschap, Beloften         | CN   | Bekir Baki Akırşan |

### Renners
| Naam                       | Geboortedatum    | Nationaliteit | Ploeg 2012                      |
| -------------------------- | ---------------- | ------------- | ------------------------------- |
| Ahmet Akdilek              | 10 maart 1988    | Turkije       | Salcano Manisaspor Cycling Team |
| Bekir Baki Akırşan         | 1 november 1991  | Turkije       |                                 |
| Muhammet Atalay            | 15 mei 1989      | Turkije       |                                 |
| Nazim Bakırcı              | 29 mei 1986      | Turkije       |                                 |
| İlhan Çelik                | 10 juni 1993     | Turkije       |                                 |
| Secaattin Dazkirli         | 10 maart 1990    | Turkije       |                                 |
| David de la Fuente         | 4 mei 1981       | Spanje        | Caja Rural                      |
| Serhij Gretsjin            | 9 juni 1979      | Oekraïne      |                                 |
| Miraç Kal                  | 8 juli 1987      | Turkije       |                                 |
| Joeri Metloesjenko         | 4 januari 1976   | Oekraïne      |                                 |
| Andrej Mizoerov            | 16 maart 1973    | Kazachstan    | Amore & Vita                    |
| Ahmet Örken                | 12 maart 1993    | Turkije       |                                 |
| Hüseyin Özcan              | 20 januari 1988  | Turkije       |                                 |
| Rasim Reis                 | 16 november 1992 | Turkije       |                                 |
| Mustafa Sayar (tot 9 juli) | 22 april 1989    | Turkije       |                                 |
| Serhat Sert                | 1 januari 1987   | Turkije       | Geen                            |
| Behçet Usta                | 8 februari 1985  | Turkije       |                                 |